# Giordano Bruno és a hermetikus hagyomány
Giordano Bruno és a hermetikus hagyomány (Giordano Bruno and the Hermetic Tradition) Frances A. Yates brit történész 1964-es könyve. Témája a hermetizmus története és annak hatása a reneszánsz filozófiára és Giordano Bruno-ra.
Yates e művével átalakította a reneszánsz történeti kutatását.  Feltárta benne a reneszánsz művelődést átitató hermetizmust és a korszakban megújuló érdeklődést a kései Antikvitásnak a középkor során fennmaradt miszticizmusa, mágiája és gnoszticizmusa iránt. A régebbi hagyományos értelmezésekkel szemben Yates álláspontja az volt, hogy Giordano Bruno, a vándorló katolikus pap nem a heliocentrikus világkép, hanem a hermetikus hagyomány hirdetése miatt került máglyára 1600-ban.

## Fordítás
- Ez a szócikk részben vagy egészben  a   Giordano Bruno and the Hermetic Tradition című angol Wikipédia-szócikk ezen változatának fordításán alapul.  Az eredeti cikk szerkesztőit annak laptörténete sorolja fel. Ez a jelzés csupán a megfogalmazás eredetét és a szerzői jogokat jelzi, nem szolgál a cikkben szereplő információk forrásmegjelöléseként.